# Église Saint-Martin d'Aspin-Aure
L'église Saint-Martin d'Aspin-Aure est une église catholique située à Aspin-Aure, dans le département français des Hautes-Pyrénées en France.

## Localisation
L'église Saint-Martin d'Aspin-Aure, est située au centre de la ville du village.

## Historique

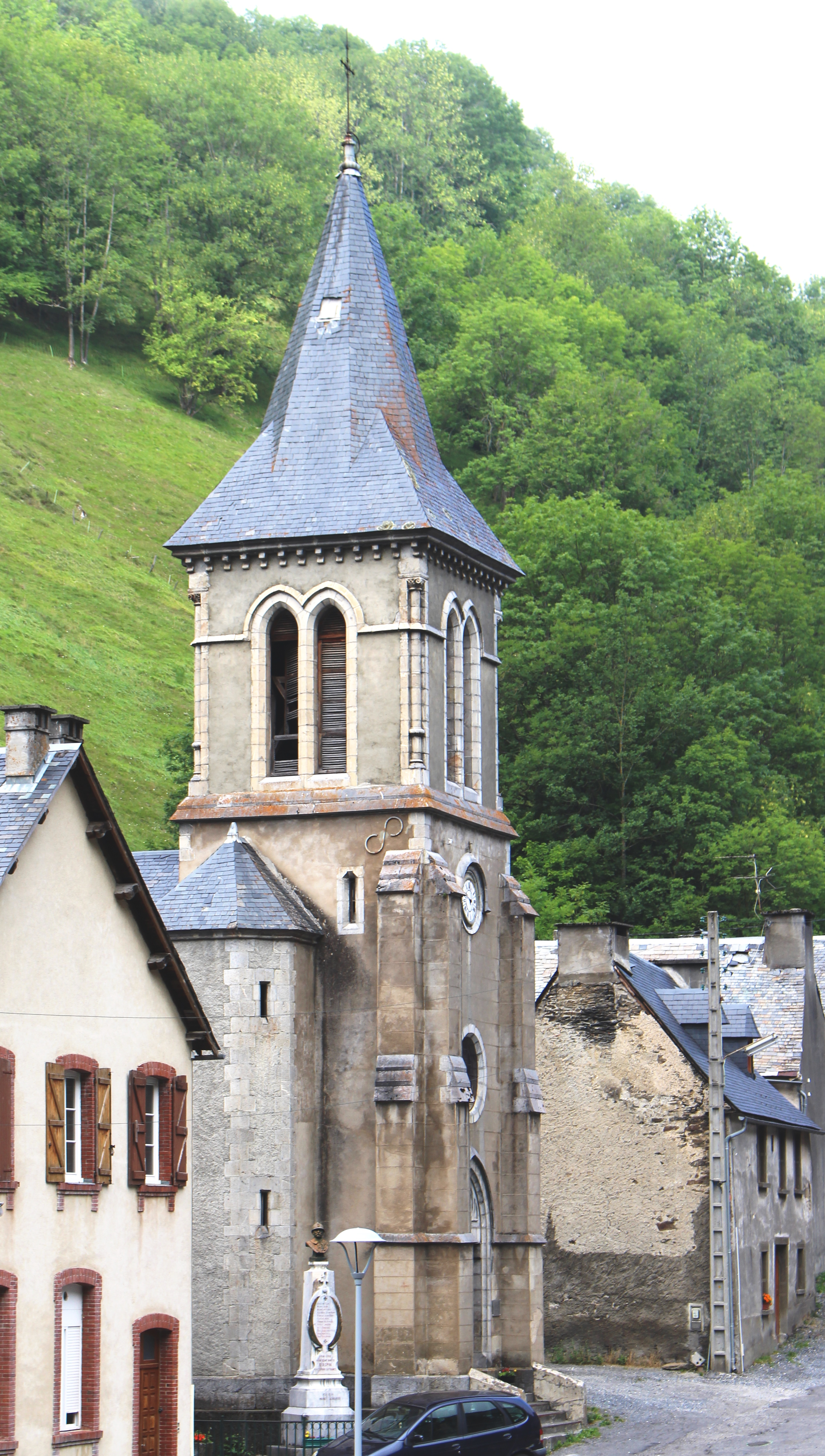

L'église était autrefois une annexe de la cure d'Arreau.
L'église a été reconstruite au XIXe siècle dans un style néo-gothique.
En 1867 l'architecte J.J. Latour établit les plans de la nouvelle église dont la construction débute en 1876 et qui finira en 1882.

## Architecture
En raison des contraintes topographiques, l'église est désorientée, le clocher-porche  s'ouvre sur une nef voûtée d'ogives et terminée par une abside polygonale.
L'église, en croix latine, comprend deux chapelles à l'est et à l'ouest.
Un tabernacle baroque du XVIIIe siècle est exposé sur le mur est de la nef.
Derrière  le maître-autel un relief du XVIe siècle, représente la charité de saint Martin.
L'église possède plusieurs statues remarquable dont une statue en bois d'une Vierge à l'Enfant assise datée du XIVe siècle.

## Galerie de photos

Sélection de vues diverses
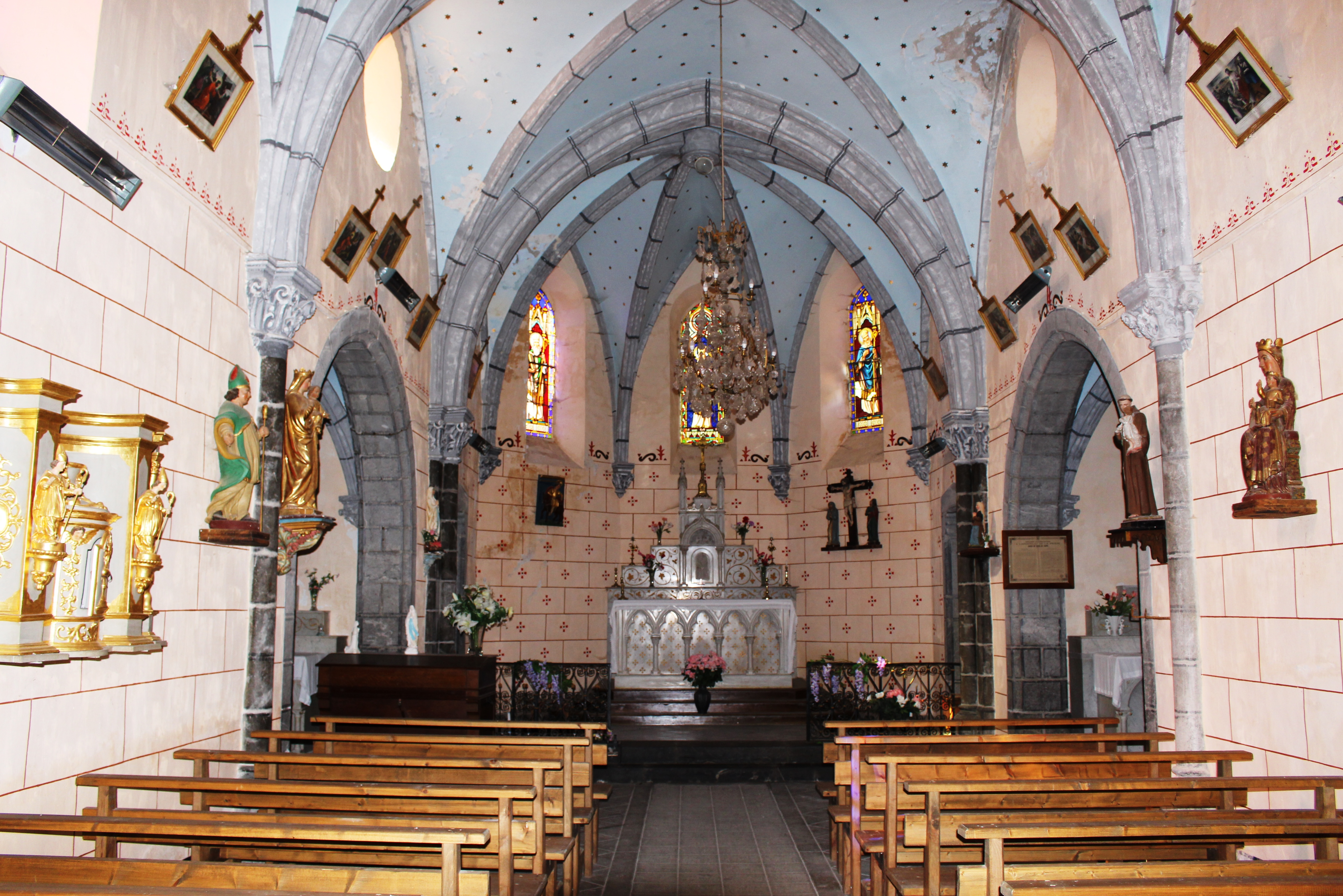
Le chœur.
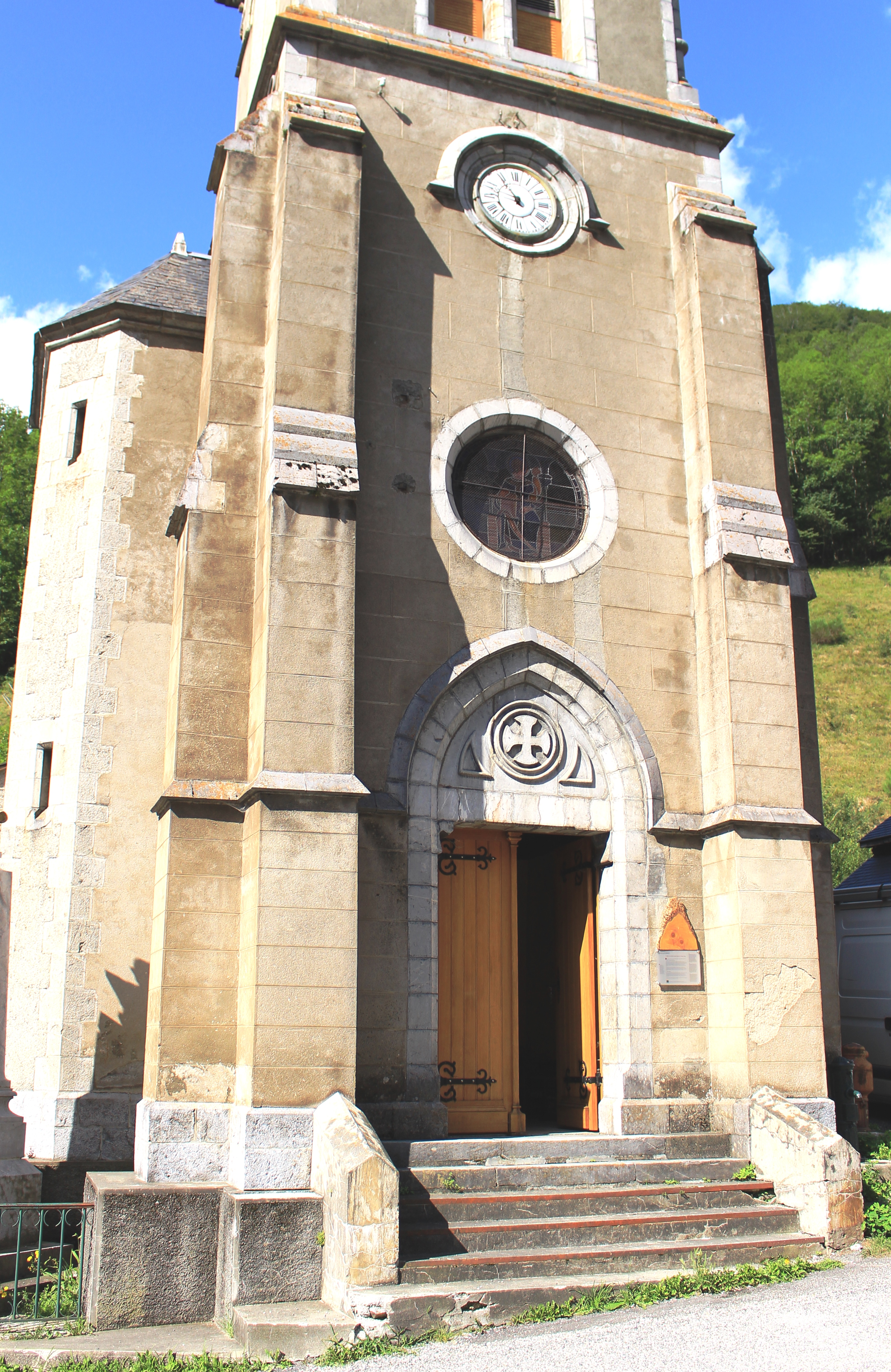
L'entrée.